# Turienzo Castañero
Turienzo Castañero es un pueblo que pertenece al municipio de Castropodame, en la comarca de El Bierzo perteneciente a la provincia de León (comunidad autónoma de Castilla y León, España). Es un vistoso pueblo del Bierzo alto coronado por el monte "El Redondal".

## Curiosidades
El pueblo tiene un encanto especial, su gente es abierta y acogedora. Es muy conocido por su asociación el Club Popular, además de la buena fama de sus aguas y sus fuentes que vienen directamente de la montaña. Rico en vegetación, abundan variedad de árboles frutales, sus cultivos en huertos y linares son muy agradecidos, el valle de Canales les aporta el agua que necesitan. Resulta interesante el antiguo molino que antiguamente abastecía al pueblo de luz eléctrica a la par que molía los cereales para hacer el pan. 
Puntos a destacar en Turienzo por historia y tradición son la Fuente del Concejo, la Fontanica, la Plaza del Bailadero y la iglesia por sus retablos y su sagrario. Cabe también mencionar que la torre del actual campanario data su construcción del año 1851 según se lee en un grabado de una piedra incrustada en el mismo pero es muy probable que sea la fecha en la cual finalizó la reconstrucción sobre otro que hubo con anterioridad que habría pertenecido a una ermita dedicada a San Pelayo y posteriormente fuera habilitada para ser la iglesia titular y por lo tanto parroquia del pueblo.
Un dato curioso que relaciona a Turienzo Castañero con Turienzo de los Caballeros es que posiblemente este último fuera fundado tras su reconquista por gentes de Turienzo Castañero comandadas por el conde Gatón del Bierzo.
Otro punto de interés es el paraje de Las Torcas, olvidada explotación aurífera de la época romana, está  situada en la parte izquierda de la zona alta del pueblo y a pesar de que el terreno está cubierto de matorral y monte se aprecian perfectamente los barrancos arcillosos, el cauce del agua y el lugar donde se embalsaba para posteriormente extraer el preciado mineral. La zona alta de Las Torcas es el castro del Rechano, lugar en el que con toda probabilidad se asentó un primitivo Turgentium en épocas muy remotas. 
Por la pista que asciende hasta "El Redondal" en el hermoso y frondoso valle descansa el Campo sagrado del Asno, donde se esconde la roca con "La huella de la Pisada del Asno", unos metros más arriba la "Peña el Asno" con la marca "del Zapatín", ya subiendo de camino al cielo aparece en un claro la famosa " Fuente de la Risa" y valle arriba coronando la cima "La peña el Hombre" y "Peña Caldera" culminan la ascensión. Todos estos lugares aparecen en mitos y leyendas de la cultura popular de Turienzo.

## Historia
Los primeros moradores del actual Turienzo se remontan a épocas prerromanas durante el periodo de los pueblos astures. 
Una prueba geográfica de su antigüedad es el lugar denominado Las Torcas, una pequeña explotación aurífera de dominio romano. En la parte alta de estos barrancos de tierra rojiza se sitúa el Castro del Rechano donde posiblemente se ubicaba el campamento de trabajo, ya que se han hallado diferentes objetos y utensilios de esa época. Posteriormente este campamento es muy probable que diera lugar a un primer asentamiento poblacional una vez que la explotación dejara de ser rentable. 
Cuando la cristianización fue tomando las riendas de los diferentes lugares de la zona conviviendo durante algún tiempo con el culto a lo pagano a partir del siglo VII aparecen los primeros ermitaños y cenobitas en los montes del Bierzo, uno de ellos fue San Fructuoso. Se conoce su vida por San Valerio (uno de sus discípulos), este ermitaño se estableció en el valle de Compludo, fundó el monasterio de Compludo y el de San Pedro de Montes que formarían parte de la región conocida por el nombre de Tebaida berciana. Años más tarde monjes y eremitas llegarían a ser los impulsores de la construcción de diferentes edificaciones monásticas o ermitas. Fue dos siglos más tarde cuando San Genadio (seguidor de Fructuoso y de Valerio), restauró el Monasterio de San Pedro de Montes y quien fundó entre otros lugares de culto allá por el año 912 el cenobio de "San Pedro y San Pablo de Castañeda que estaría ubicado en las proximidades de San Pedro y Turienzo, aunque se desconoce el lugar exacto se sabe que fue restaurado por el Obispo Odario en el año 960. 
Es a partir de ese momento cuando las crónicas monásticas aluden a la existencia en el año 980 de Turienzo Castañero y en el 1190 a Santo Sebastiano al que podríamos adjetivar como el Barrio de Arriba de Turienzo Castañero, este barrio se hallaba en las inmediaciones de las Torcas pero con el tiempo sus moradores lo abandonaron pasando a residir en la actual ubicación de Turienzo. Su iglesia como no podía ser de otra manera, se trocó en ermita, de ahí que al visitar la localidad el obispo Fr. Crisóstomo de Vargas en el año 1727 mencione que fue iglesia titular. 
En esta ermita se rendía culto a los Santos Mártires San Fabián y San Sebastián y también a San Andrés Apóstol. Aquí tenían además sus panteones los Castro y los Barrientos, que eran los linajes más representativos de la población en el siglo XVI. Su demolición acontece en 1753 ante la carencia de numerario por el concejo para asumir el coste de la rehabilitación. Una cruz erigida en su solar permitió mantener viva su memoria durante algún tiempo. Se desconoce el motivo del porque la cruz fue trasladada a la plaza del actual Barrio de Arriba pues el lugar de la ubicación de la ermita, se situaba casi con toda probabilidad en las inmediaciones del Castro del rechano muy próximo de donde se cree estuvo el Barrio de Santo Sebastiano.. La ermita y su barrio se perdieron para siempre en las páginas del libro del eterno olvido.
En otro paraje, el de San Antolino que se asentaba a la vera del “Camino Real” a Castropodame fue donde existió otra ermita hasta el año 1754, (ermita de San Antolín) fue éste el templo eclesial de otro poblado desaparecido igualmente en la Baja Edad Media. 
Podemos darle igual fin a la ermita de la Vera Cruz o del Santo Cristo de Turienzo, que había sido erigida en el siglo XVI por el concejo del lugar y subsistió hasta el siglo XIX y en la que se veneraba entre otras efigies a un Ecce Homo, que por su notable antigüedad el obispo pidió en 1823 que se apartase del culto y se enterrase en dicha ermita “poniendo la columna de esta ymagen a la de la parroquia que esta sin ella” en memoria de esta ermita permanece la cruz de la plaza del Cristo.
La relación de Turienzo con el Camino de Santiago es posible que se remonte en el tiempo al s. X, documentándose en el año 1190 una heredad llamada “Santiago”, situada entre “Salas” y “Raigada”, aseveración que vendrían a avalar las menciones posteriores de “Valdesantiago” y “Capil de rromans” o “Capilla de los peregrinos”, además, la talla de Santiago Peregrino que se conserva en la iglesia parroquial de Turienzo Castañero, corrobora lo expuesto.
Ese viejo camino que venía de Foncebadón y se adentraba en El Bierzo por las demarcaciones de San Pedro y Turienzo Castañero, buscaba la ruta de “Valdesantiago” en cuyo término se levantaba “La Capil de Romans” o “Capilla de los Peregrinos”, oratorio en que se veneraba a la imagen de Santiago Peregrino. Derrotero que se unía en “La Chana de San Martín” con el procedente de Fonfría del Pero y que desde San Andrés de las Puentes se dirigía a Viloria, para hollar “San Martín del Valle de Magaz” y proseguir con dirección a Matachana.
Si la influencia del Camino de Santiago ha dejado su impronta en la localidad, lo mismo podríamos decir de la ejercida por los señoríos de Bembibre y San Pedro Castañero, administrados por los Enríquez y los Mendaña, al igual que la que gira en torno a los linajes Castro y Barrientos, que forjaron su devenir histórico y encumbraron a lo más alto a la pequeña nobleza local, a una aristocracia que extendió su dominio más allá de nuestras costas. 
No estaría demás evocar a algunos grandes personajes del siglo XVI de Turienzo como fueron:
- Juan de Castro, mayordomo del Conde de Alba de Aliste, señor de Bembibre y fundador de la capilla de los Castro o de Santa Catalina y San Andrés Apóstol.
- Martín de Barrientos, notario mayor, encomendero y prestamista en Potosí, en el Virreinato de Perú, y patrono de las capillas de los Barrientos de Cobrana, Congosto y Ponferrada.
Otro barrio en los alrededores de "La Fontanica" se llamaría San Pelayo próximo a la ermita que hoy es actual Parroquia de San Pelayo. 
Turienzo sufrió en 1779 un importante incendio, en el mismo se quemaron más del 70% de las edificaciones del pueblo, por ello muchas de las casas solariegas y blasonadas que entonces había quedaron reducidas a cenizas. La miseria y grandes dificultades se adueñaron de las gentes del lugar, teniendo éstas que pedir ayuda a otros pueblos vecinos para sobrevivir. No habían transcurrido apenas 30 años y de nuevo las tropas francesas en junio de 1809, arrasaron todo cuanto se encontraba a su paso. Un Turienzo destruido y desolado que poco a poco se fue levantando aunque no con el mismo esplendor que había tenido, ya que prácticamente comenzó de nuevo. Después de aquello la ermita quedó convertida en la parroquia de San Pelayo y todo lo que hoy vemos en las edificaciones más antiguas, muchas de ellas están reconstruidas sobre los restos de las anteriores. Turienzo esconde en sus entrañas un pasado y una larga historia digna de conocer por sus gentes.

## Costumbres
Turienzo Castañero cuenta con una asociación cultural el "CLUB POPULAR". El origen de esta asociación se remonta al año 1984, tras una charla entre amigos. Querían tener una local donde reunirse, disfrutar de la compañía de todos los vecinos y organizar actividades y fiestas para el pueblo. Esta asociación se abrió a la constante visita de gente forastera que visitaba Turienzo para disfrutar de la buena armonía del pueblo y por ello tiene un gran número de asociados tanto del pueblo como de fuera. 
Con los años ha crecido y es impresionante la cantidad de fiestas y actividades que se organizan: La fiesta del botillo, el carnaval, el magosto, Noche de fin de año, el día del Veraneante, Día del Socio, Día de la convivencia, los actos de la Semana Santa, Tarde y noche de Reyes,  La cena del Jabalí, El Filandón, etc. Una gran cantidad de festejos y otras actividades lúdicas y culturales que dan vida al pueblo. Visítenos, merece realmente la pena.
El Filandón es una de las actividades más destacadas, recordando las antiguas veladas que se vivían en estos parajes y que nos hacen retroceder al pasado. Se celebra en torno a la Semana Santa.

## Fiestas
La fiesta grande de Turienzo Castañero es San Pelayo, patrón del pueblo que además da nombre a la parroquia y cuyo Santo está representado en su Pendón. Aunque la festividad de San Pelayo es el 26 de junio, en Turienzo pasó a celebrarse en agosto hace ya muchas décadas, sobre el penúltimo fin de semana. La población crece hasta casi triplicarse en estas fechas y además ¿qué persona de los pueblos de alrededor no se acerca a Turienzo a disfrutar de su ronda de bodegas?..
El segundo patrón es Santo Tirso, se celebra en Invierno, el último fin de semana de enero.
El FESTIVAL DEL BOTILLO Y CARNAVAL, se suele celebrar en febrero coincidiendo con el Sábado de Carnaval, por eso la fecha puede variar. Esta fiesta que organiza La Asociación cultural "Club Popular" cuenta con una gran trayectoria, se viene celebrando nada menos que desde 1985, desde que se fundó la Asociación Cultural. Siendo el segundo más importante del Bierzo, por antigüedad siguiendo al de Bembibre. Es una de las Fiestas más numerosas e importantes de Turienzo y atrae a un gran número de personas.